# Le mucche
Le mucche è un dipinto del pittore olandese Vincent van Gogh realizzato nel 1890 durante la sua permanenza nella casa del dottor Gachet ad Auvers-sur-Oise.
L'opera fa parte di una serie di opere che Van Gogh ha dipinto verso la fine della sua vita. Il dipinto è conservato al Palais des Beaux-Arts de Lille.